# Norbert Dufourcq
Norbert Dufourcq (Saint-Jean-de-Braye, 21 settembre 1904 – Parigi, 19 dicembre 1990) è stato un musicologo e musicista francese.

## Biografia
Dufourcq studiò presso la École des Chartes e si laureò in lettere, specializzandosi come archivista paleografo; terminati gli studi si dedicò alla musica.
Studiò musica sotto la guida di André Marchal e Amédée Gastoué.
Fu organista nella chiesa di Saint-Merry a Parigi, dal 1923 fino alla morte.
Fondatore e direttore della Societé des amis de l'orgue, tramite la quale organizzò concorsi organistici, diventò un noto organista, collaboratore di varie riviste e redattore musicale della Enciclopedia Larousse.
Inoltre ha insegnato al Collège Stanislas (1935-43), storia della musica al Conservatorio di Parigi (1941-1975) e musicologia alla École normale de musique (1958-1963).
Ha assunto la vicepresidenza dell'associazione Jeunesses musicales de France. 
È stato anche, dal 1982, membro onorario dell'Associazione Elisabeth Havard de la Montagne.
Fondò la rivista Recherches sur la musique française classique, che ebbe come successore Marcelle Benoît, oltreché la rivista L'Orgue, in cui espresse in modo particolare le sue idee sulla storicità degli organi classici francesi.
Ha compilato molti trattati storici sulla musica, riguardanti soprattutto l'organo, tra i quali: J.S. Bach génie allemand, L'Orgue, César Franck, La musique française.

## Opere principali
- La musique française, Larousse, Parigi, 1933;
- Esquisse d'une histoire de l'orgue en France du XIII siècle au XVIII siècle, étude technique et archéologique de l'instrument, per il dottorato in lettere, 1935;
- La musique d'orgue française au XX siècle., Parigi, 1938;
- La musique d'orgue française de Jehan Titelouze à Jehan Alain, Parigi, Librairie Floury, 1941
- Les Clicquot : facteurs d'orgues du Roy, contribution à l'histoire d'une famille d'artisans d'origine champenoise sous l'Ancien Régime, Floury, Parigi, 1942;
- (a cura di) La musique des origines à nos jours, Larousse, Parigi, 1946;
- Jean-Sébastien Bach, le maître de l'orgue, Floury, Parigi, 1948;
- L'Orgue, PUF, Parigi, 1948;
- Le clavecin, PUF, Parigi, 1949;
- con Marcelle Benoît, Bernard Gagnepain, Les grandes dates de l'histoire de la musique, 1969.